# Casa Granell (Gran Via)
La casa Granell és un edifici modernista situat a Gran Via de les Corts Catalanes, 582 de Barcelona, catalogat com a bé amb elements d'interès (categoria C).

## Història
Va ser projectat el 1902 per l'arquitecte Jeroni Ferran Granell i Manresa, que també n'era el propietari.

## Arquitectura
L'edifici és modernista, i s'hi aprecien diversos trets característics d'aquest estil; domini de materials com la pedra, ceràmica o vidre, la utilització de formes sinuoses i la temàtica vegetal en els seus ornaments de la façana i interiors. Consta de planta baixa, entresòl i quatre pisos. L'accés principal, flanquejat per dos locals comercials, dona pas a un vestíbul, que conté l'escala d'accés als pisos superiors. La coberta és plana, amb un terrat del qual sobresurt un àtic prudencialment retirat de la façana. Aquesta té una composició d'obertures de quatre eixos verticals. El de la dreta disposa d'una tribuna de planta poligonal tancada amb vidre que abasta els tres pisos inferiors. La primera planta disposa d'un balcó corregut d'obra com a extensió de la tribuna també d'obra. Els altres eixos disposen d'uns balcons individuals ovalats en planta. La planta superior aprofita la coberta de la tribuna com a terrat i té continuïtat amb un balcó corregut de barana metàl·lica a tota l'amplada de l'edifici. El coronament està molt ornat amb elements a cada un dels quatre eixos. Aquests estan formats per una cinta que remata el mur de façana formant corbes extremadament ondulades. Els espais creats entre aquestes sinusoides es formalitzen com mansardes recobertes de mosaic ceràmic amb les obertures de ventilació del terrat. El parament de la façana està fet amb petits carreus de pedra de textura irregular que contrasten amb els carreus llisos de la planta baixa i altres elements sortints.
Artísticament, cal destacar l'acurada decoració de la llinda de la porta principal que a la vegada fa de mènsula de suport del balcó que té a sobre. Per altra banda, és ressenyable l'equilibri compositiu dels diferents elements que recolzen la tribuna, formalitzats en dues mènsules que neixen de les llindes de les finestres de l'entresòl i s'integren harmònicament amb les seves decoracions. També són notables les reixes de ferro forjat de les baranes dels balcons. L'interior del vestíbul conserva els elements originals, com les fusteries vidriades i els revestiments amb sanefes de formes geomètriques. L'escala comunitària s'integra amb el celobert, formant un espai vertical que magnifica les dimensions interiors. Decorativament, manté alguns dels elements originals entre els quals destaquen l'arrambador ceràmic, les fusteries vidriades i el fanal de vidres colorits emplomats característics del modernisme.